# Crotalaria involutifolia
Crotalaria involutifolia är en ärtväxtart som beskrevs av Roger Marcus Polhill. Crotalaria involutifolia ingår i släktet sunnhampor, och familjen ärtväxter. Inga underarter finns listade i Catalogue of Life.